# Psiguria racemosa
Psiguria racemosa är en gurkväxtart som beskrevs av Charles Jeffrey. Psiguria racemosa ingår i släktet Psiguria och familjen gurkväxter. Inga underarter finns listade i Catalogue of Life.